# Pietro Isabello

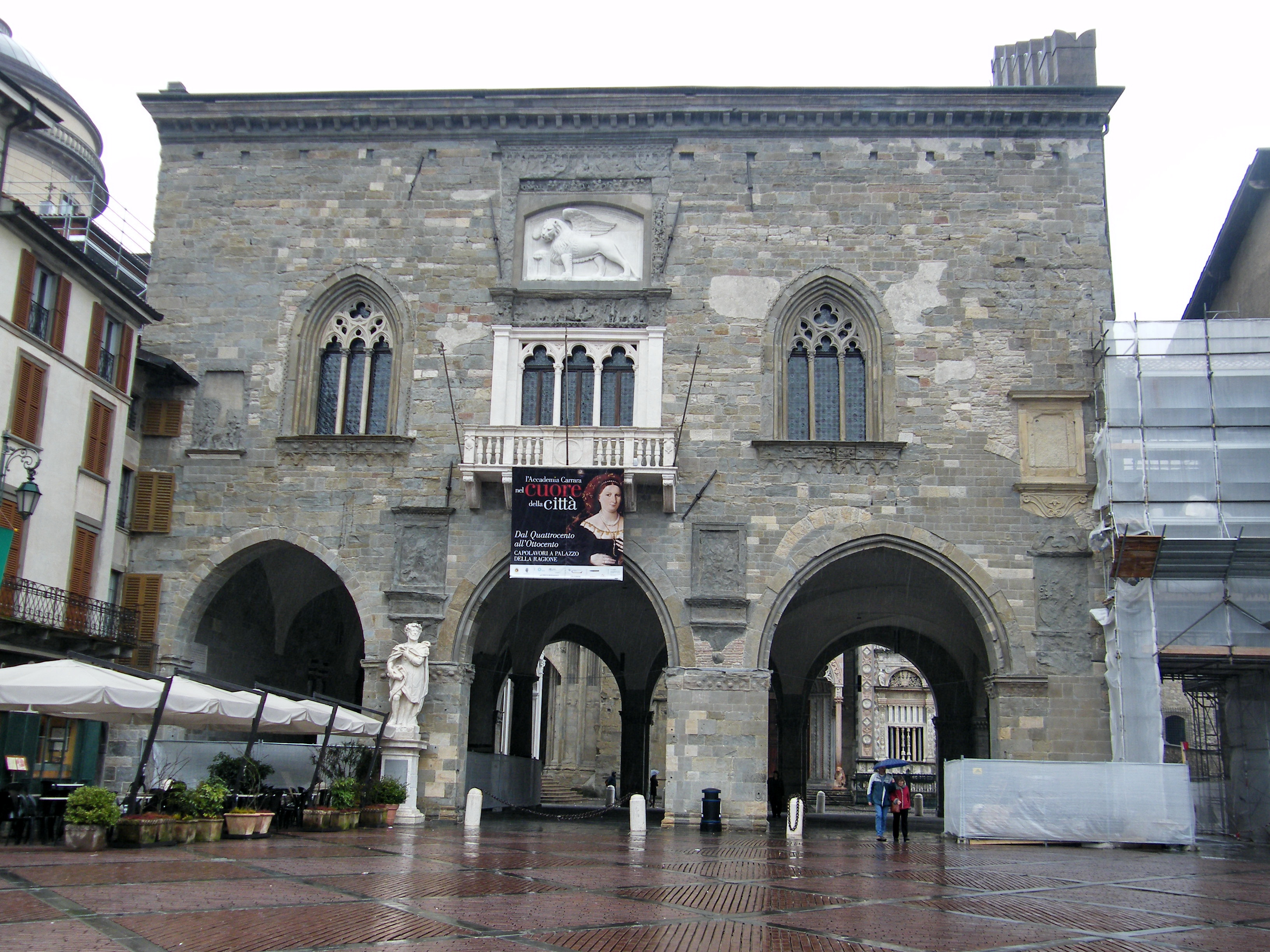
Il Palazzo della Ragione di Bergamo

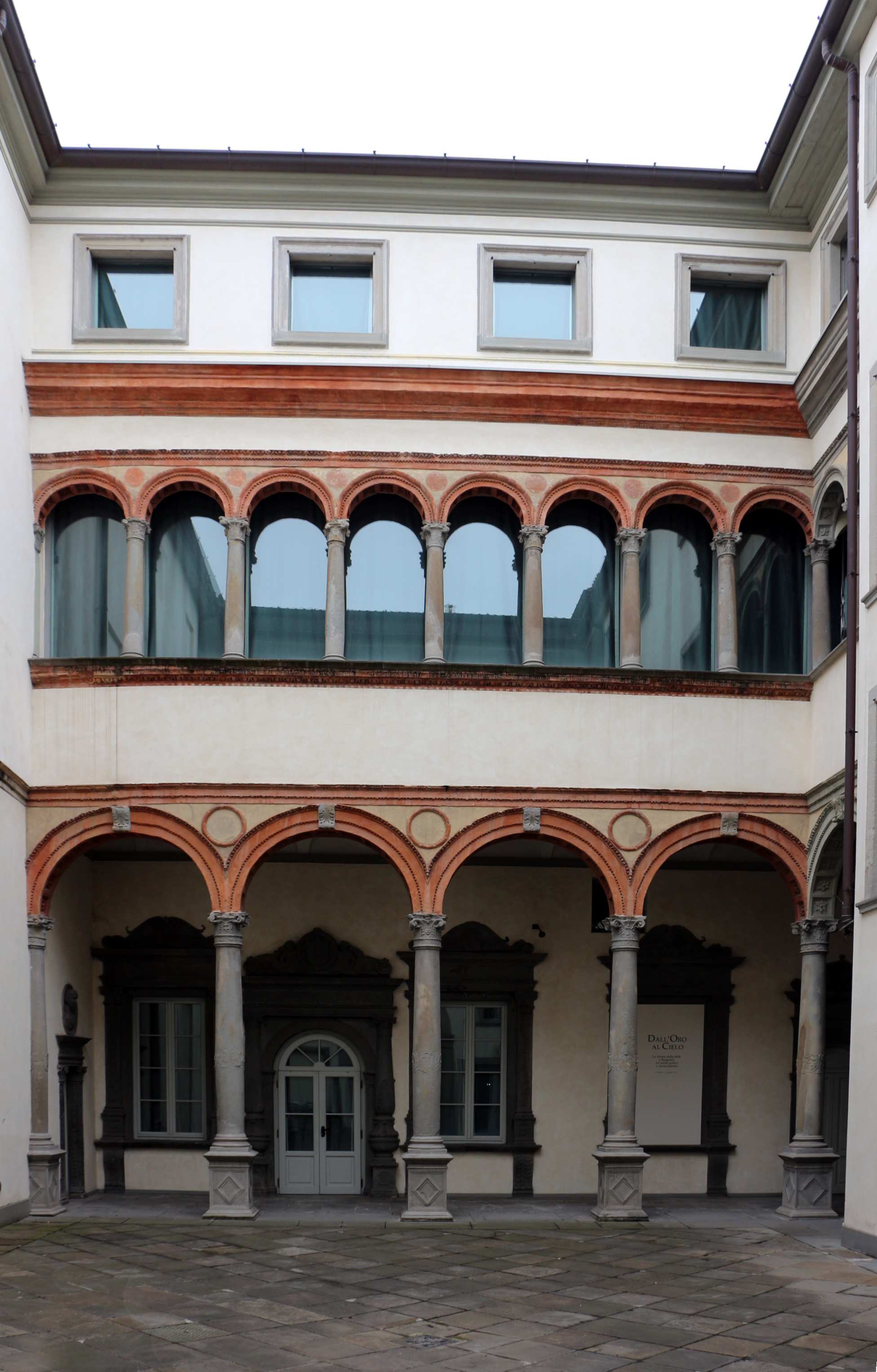
Palazzo Bassi Rathgeb (Bergamo)

Pietro Isabello o Isabelli, Abano, Cleri e de la Brenta (1484 circa – 1549) è stato un architetto italiano.

## Biografia
Lo sdoppiamento in due diversi personaggi, Pietro Isabello e Pietro Cleri, e i soprannomi hanno causato molta confusione intorno alla figura di questo architetto anche dopo il 1970 - quando fu resa nota l'identità Cleri-Isabello . Figlio del "magister" Ambrogio, Pietro è nato intorno al 1484 da una famiglia proveniente dalla Valsassina (Lecco) ma da alcuni decenni residente a Bergamo e di professione "brentatori" . Fu attivo a Bergamo, Brescia, Orzinuovi e Peschiera nella prima metà del XVI secolo, non solo in qualità di architetto ma anche come ingegnere militare al servizio della Repubblica di Venezia.
A lui si deve il disegno e in parte la realizzazione delle cappelle laterali della chiesa di Santo Spirito a Bergamo bassa, e proprio questo lavoro che mise in discussione l'identità dell'architetto tra l'Isabello e il Pietro Cleri, se stilisticamente era da attribuire all'Isabello non si comprendeva la presenza nei documenti di un nome differente, fino al ritrovamento di un atto notarile del 1535 che cita magistro petro quondam magistri ambroxij Cleri de Jsabellis architecto.
Sempre a lui si deve il rifacimento della chiesa e i due chiostri del monastero di San Benedetto, lavori che gli verranno saldati con l'accoglienza della sorella Maria nel monastero nel 1544, il restauro del Palazzo della Ragione commissionatigli nel 1520, la casa di Bartolomeo Cassotti, nota anche come Bassi Rathgeb, che oggi ospita il Museo Adriano Bernareggi, il palazzo Marchetti Angelini di via Pignolo, di cui sopravvive la facciata, la casa Spini di via XX Settembre 49, la casa del vescovo Defendo Vavassori in borgo Canale, molto probabilmente il palazzetto di Clemente Vertova in via Pignolo 112, oltre a cappelle gentilizie e case private. Incerta è l'attribuzione all'Isabello della facciata della casa dell'Arciprete, non vi sono fonti attendibili, e nessuna correlazione con altri suoi lavori. 
Molteplici furono gli incarichi ottenuti per l'Abbazia di San Paolo d'Argon, se non è certo che nel 1512 realizzò il progetto del piccolo chiostro in stile rinascimentale, dal 1532 al 1536 lavorò per la realizzazione del refettorio su incarico dell'abate Gregorio di Mantova, non è certa la realizzazione anche del secondo chiostro.
Nel 1521 venne incaricato da Francesco Maria della Rovere, con Antonio Agliardi, allo studio della situazione strutturale delle Muraine, le mura della parte bassa della città di Bergamo ottenendo nel 1526 una patente di soprastante ai bastioni, risulta egli infatti presente nella progettazione e realizzazione di quelle mura non più visibili perché costruite in terra e non in pietra, nella parte bassa della città, lavoro per cui sarà liquidato solo nel 1538.
Il 2 settembre 1521, Gianpietro da Ponte ministro e Gerolamo Colleoni consigliere Consorzio della Misericordia maggiore lo incaricano del progetto della porta della fontana per la basilica di Santa Maria Maggiore, la porta minore che conduce in via Arena che si trova accanto all'antica fontana di Antescolis della vicinia, eseguita dai marmisti Stefanio Grattaroli e Gelmino Marchesi, nonché la colonna dell'acquasantiera posta all'ingresso della basilica. Il documento, minuzioso di dettagli.

Morì nel 1549 , probabilmente a Peschiera, dove era stato da poco trasferito in occasione della fortificazione di quel sito. Due dei suoi figli, Leonardo e Marcantonio hanno intrapreso la stessa carriera risultando presenti ancora a Bergamo a Brescia, ma anche a Orzinuovi, Peschiera e Crema.